# Candida tepae
Candida tepae är en svampart som beskrevs av Grinb. 1967. Candida tepae ingår i släktet Candida, ordningen Saccharomycetales, klassen Saccharomycetes, divisionen sporsäcksvampar och riket svampar.   Inga underarter finns listade i Catalogue of Life.